# Muerte de Simón Bolívar
La muerte de Simón Bolívar se produjo en la ciudad colombiana de Santa Marta el 17 de diciembre de 1830.

## Antecedentes
Debido al profundo debilitamiento de la estructura política de la Gran Colombia, Simón Bolívar emprendió una serie de medidas contundentes para salvaguardar la integridad de esta. Declarándose él mismo como dictador el último día de febrero de 1828, consiguió las herramientas políticas para modificar la constitución de la confederación con el objetivo de apaciguar las diferentes revueltas generadas por la debilidad política en la que se encontraban muchas regiones de la recién creada República de Colombia.
Tales eventos reforzaron entre los oponentes de Bolívar la convicción de que debía ser neutralizado a toda costa, teniendo incluso en numerosas  oportunidades  de intentos de poner fin a su vida, como lo fue la conspiración en el Teatro de Variedades en Lima, Perú, el 28 de julio de 1826, o lo ocurrido el 25 de septiembre de 1828 en la Noche Septembrina, donde un grupo de hombres armados irrumpieron en el Palacio Presidencial de San Carlos en Santa Fe de Bogotá con el fin de asesinar a Bolívar, logrando éste salvar su vida al ser alertado por Manuela Sáenz y escapar por una ventana pasando la noche bajo un puente en las cercanías. También tiene una especial relevancia la insurrección liderada por el general José María Córdova en 1829, quien luego de dos horas de batalla fue derrotado y al final abatido por el coronel Rupert Hand, en una operación realizada por cerca de ochocientos hombres de la Legión Británica en el Batallón Rifles, al mando del general colombiano nacido en Irlanda, Daniel Florencio O'Leary, por mandato del Consejo de Gobierno ante lo considerado por la ley colombiana un acto de altísima traición.
Con el paso de los acontecimientos se vio como muchos de los representantes políticos y militares de más alta jerarquía en las Guerras de Independencia del norte, de América del Sur fueron girando su espalda a los ideales iniciales, lo cual terminó en diversas confrontaciones y ejecuciones entre quienes antaño eran miembros de un mismo bando, como lo fue el asesinato del Gran Mariscal de Ayacucho, Antonio José de Sucre, en un complot llevado a cabo en las montañas de Berruecos al suroeste de la confederación, a su vez el departamento de Venezuela negó la entrada de Simón Bolívar a sus tierras y rompió relaciones con el departamento de Cundinamarca, mientras Bolívar se encontrara en su territorio. Esto desembocó en la decisión de Simón Bolívar de renunciar a la presidencia el 27 de abril de 1830, exiliarse y dejar a la Gran Colombia en manos del gobierno de turno.
Emprendiendo un penoso viaje por el río Magdalena con el fin de llegar a Cartagena de Indias y de allí partir con rumbo al exilio en Europa, dan inicio los últimos episodios de la vida de Simón Bolívar.

## Llegada a Santa Marta
La llegada de Simón Bolívar a Santa Marta obedece a un desvío no programado en su itinerario de viaje en el cual debió llegar a Cartagena de Indias, pero debido a un agravamiento de su estado de salud su séquito se vio obligado a realizar una pausa en Santa Marta para no empeorar el ya delicado estado de Bolívar.
A su llegada en horas de la noche el general fue recibido de manera cordial por la población local, actitud que generó grata impresión en su séquito, dado que había rumores de que los lugareños tenían aversión a Bolívar. Allí, luego de ser presentados por el general colombiano Mariano Montilla, Bolívar tuvo la oportunidad de conocer a quien sería su médico de cabecera, el cirujano de guerra colombiano nacido en Normandía, Francia, Alejandro Próspero Révérend. Luego de mantener una conversación en francés con el galeno, Bolívar le transmitió las buenas referencias que tenía de él, y que pese a ser bastante reticente a la medicina confiaba en que sería su nuevo médico, quien era trece años menor, el encargado de propiciar una pronta mejoría mediante el uso de todo el conocimiento y tratamientos médicos disponibles en la zona y la época.
En primera instancia el pronóstico médico realizado por el doctor no fue nada alentador, dado que tras interrogar al general sobre su padecimiento éste le puso al tanto sobre el poco cuidado y desinterés que había tenido respecto al tratamiento de su enfermedad, por lo que tras reunirse con el doctor Mac Night, cirujano del barco de guerra norteamericano Grampus, el cual escoltó al general en la última parte de su viaje por el río Magdalena, con el fin de obtener una segunda opinión médica, se llegó a un común acuerdo sobre qué tratamiento seguir respecto a la enfermedad diagnosticada a Bolívar.
En un inicio el general fue hospedado en la Casa de Aduanas, antigua sede del consulado español ubicada en el centro de la ciudad, pero a instancias de su médico de cabecera y de un antiguo amigo, fiel a la causa independentista, el español nacido en Cádiz, Andalucía, Joaquín de Mier, el general necesitaba un traslado a un sitio más tranquilo, por lo que este último cedió su hacienda ubicada en San Pedro Alejandrino a las afueras de la ciudad, a la vez que puso a su disposición todas sus instalaciones y servidumbre.
La llegada a la Quinta de San Pedro Alejandrino se realizó el 6 de diciembre, en una berlina tirada a caballo en un viaje que tardó más de lo habitual ya que el estado de salud del General no permitía viajes con mucho movimiento.

### Últimos días
Una vez instalado en la Quinta de San Pedro, Bolívar se encontró plenamente en manos de su médico de cabecera, quien realizó un minucioso registro diario de la evolución de la salud de Bolívar en una serie de boletines médicos los cuales luego fueron publicados en su libro La última enfermedad, los últimos momentos y los funerales de Simón Bolívar, Bolívar de Colombia y del Perú, publicado en París en 1866, treinta y seis años después de los acontecimientos por petición personal de un pariente de Joaquín de Mier al ya octogenario galeno .
Los primeros días de estancia en la hacienda se vieron marcados por el optimismo que mostraba Bolívar respecto a su salud y futuros planes que llevaría a cabo, como lo era la obsesión con trasladarse a las cercanías de la Sierra Nevada de Santa Marta, para lo cual había dado instrucciones al general colombiano nacido en Navarra, España, José Sardá, de construir una cabaña en Masinga, Magdalena, o la organización de un viaje junto a su médico con el fin de explorar Francia, pero este optimismo se veía considerablemente disminuido en cuanto algún quebranto propio de su enfermedad hacía efecto en él.
Con el transcurso de los días y ante un pronóstico médico poco favorable, los miembros de su séquito instaron a Alejandro Próspero Révérend de informar al general de la gravedad de su estado de salud con el fin de que fuese preparando todos los asuntos legales de relevancia e instrucciones de cómo proceder en caso de su muerte, por lo que, luego de un fallido intento debido a que Bolívar entró en cólera al momento de insinuarle la realización de estos procedimientos, y posteriormente terminar siendo convencido por su médico, el 10 de diciembre en horas de la noche, estando presentes los generales colombianos Mariano Montilla, José María Carreño y José Laurencio Silva, el dueño de la casa, varios amigos de Bolívar y el notario Catalino Noguera, tuvo lugar uno de los hechos más simbólicos de estos acontecimientos: la redacción de su testamento y posteriormente de la última proclama dirigida a los Colombianos, donde Simón Bolívar da una visión personal del estado político de Colombia, de su tristeza, de sus medidas para apaciguar las rebeliones y de la esperanza que tiene en la continuidad de la confederación.

"Colombianos: Habéis presenciado mis esfuerzos para plantear la libertad donde reinaba antes la tiranía. He trabajado con desinterés, abandonando mi fortuna y aun mi tranquilidad. Me separé del mando cuando me persuadí que desconfiabais de mi desprendimiento. Mis enemigos abusaron de vuestra credulidad y hollaron lo que me es más sagrado, mi reputación y mi amor a la libertad. He sido víctima de mis perseguidores, que me han conducido a las puertas del sepulcro. Yo los perdono.
Al desaparecer de en medio de vosotros, mi cariño me dice que debo hacer la manifestación de mis últimos deseos. No aspiro a otra gloria que a la consolidación de Colombia. Todos debéis trabajar por el bien inestimable de la Unión: los pueblos obedeciendo al actual gobierno para libertarse de la anarquía; los ministros del santuario dirigiendo sus oraciones al cielo; y los militares empleando su espada en defender las garantías sociales.
¡Colombianos! Mis últimos votos son por la felicidad de la patria. Si mi muerte contribuye para que cesen los partidos y se consolide la Unión, yo bajaré tranquilo al sepulcro."
Simón Bolívar

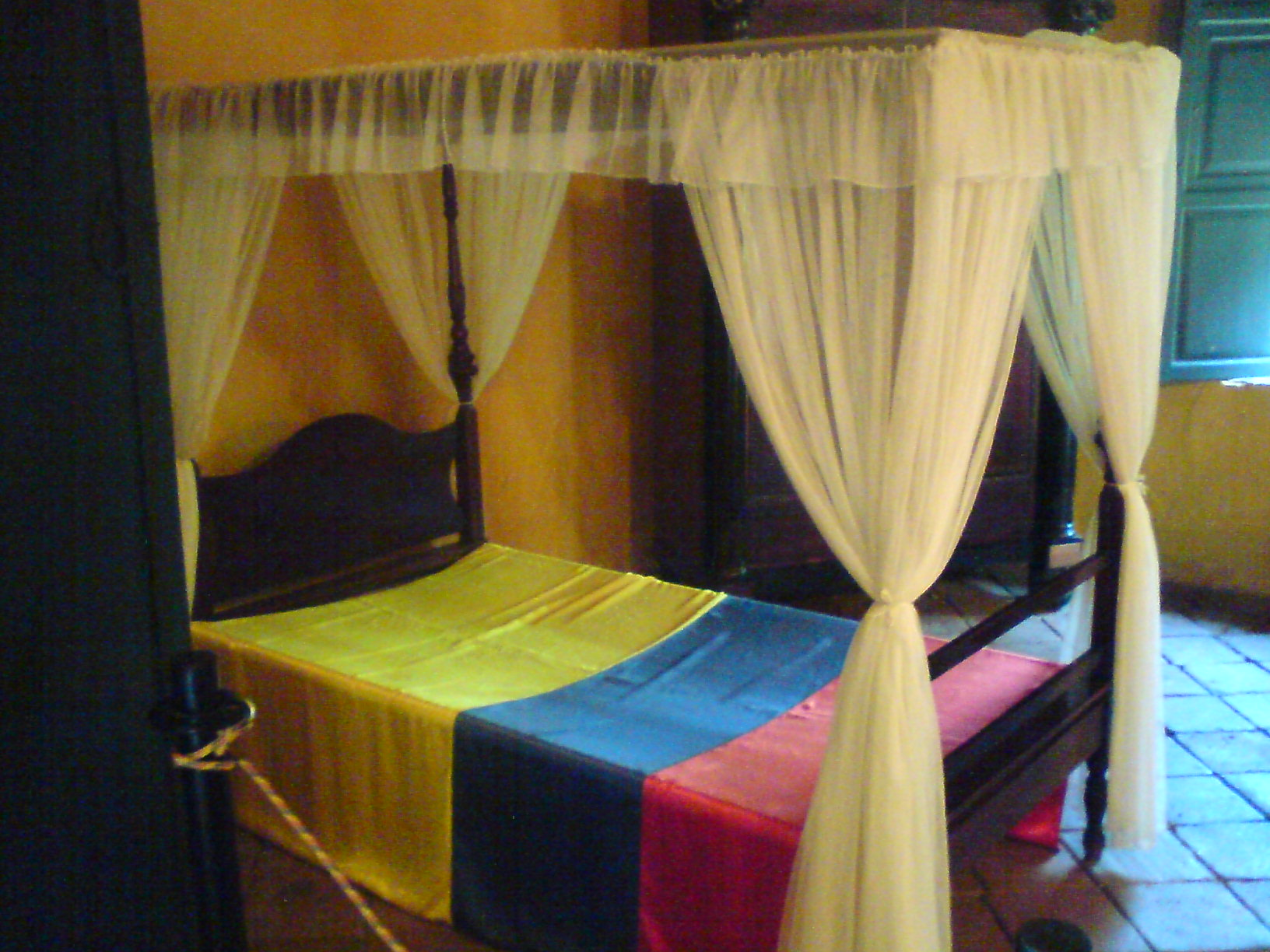
Cama tipo catre de campaña usada por Simón Bolívar en su estancia en la Quinta de San Pedro Alejandrino, sería esta misma su posterior lecho de muerte.

La última semana de Bolívar se caracterizó por un constante ir y venir entre un pronóstico relativamente favorable y el menos favorable, dónde se realizaban desde salidas al aire libre por la Quinta de San Pedro para permitirle respirar aire fresco e interactuar con la naturaleza, teniendo al paciente en total lucidez y con una buena capacidad de sus facultades, hasta noches eternas en las que los diferentes síntomas de lo que su médico consideraba un catarro pulmonar crónico, desencadenante de una tisis tuberculosa, no dejaban dormir a Bolívar, lo cual sumado a la final reticencia del general para aceptar los diversos medicamentos y tratamientos propuestos por su médico, terminarían resquebrajando aún más su delicado estado de salud.
El 16 de diciembre se vio marcado por la máxima y más grave manifestación de los síntomas de la enfermedad padecida por Bolívar, los cuales empezaron a presentarse a finales de la mañana teniendo su momento más álgido en horas de la noche, estos eventos generaron una extrema preocupación en su médico, la cual expresa en los últimos dos boletines expedidos este día:

BOLETÍN NÚMERO 30:
S. E. va siempre declinando, y si vuelven las fuerzas vitales a sobresalir alguna vez, es para decaerse un rato después; finalmente, es la lucha extrema de la vida con la muerte. El vejigatorio de la nuca ha purgado bastante, pero los que se pusieron anoche en las pantorrillas han hecho muy poco efecto. Los orines se han suprimido. Siguen siempre las frotaciones espirituosas en los extremos, las bebidas antiespasmódicas, unturas emolientes, y lavativas. Sagú cada dos horas. Diciembre 16, a la una de la tarde.
BOLETÍN NÚMERO 31:
Todos los síntomas de la enfermedad de S. E. han vuelto a exasperarse; además se le ha notado otro síntoma malo, y es que ha echado orines ensangrentados. La respiración es más trabajosa, y apenas han purgado los vejigatorios, principalmente los de las pantorrillas. Frotaciones espirituosas en los extremos, antiespasmódicos al interior, etc. Sagú por alimento. Diciembre 16, a las nueve de la noche.
A. P. Révérend

### Fallecimiento
La descripción precisa del estado de salud de Bolívar se ve ricamente detallada en los boletines médicos de Alejandro Próspero Révérend, los cuales aumentan en número desde la madrugada del 16 de diciembre y la luctuosa mañana del 17 de diciembre de 1830, en ellos refleja el progresivo debilitamiento de Bolívar llegando a la conclusión de muerte inminente en próximas horas, a los 47 años de edad.

BOLETÍN NÚMERO 32:
Todos los síntomas están llegando al último grado de intensidad; el pulso está en el mayor decaimiento; el fácies está más hipocrático que antes; en fin, la muerte está próxima. Frotaciones estimulantes, cordiales y sagú. Los vejigatorios han purgado muy poco. Diciembre 17, a las siete de la mañana.
A. P. Révérend

A las nueve de la mañana el doctor Alejandro Próspero Révérend fue cuestionado por el general Mariano Montilla sobre el estado de salud de Bolívar, éste le informó del funesto pronóstico lo cual aumentó considerablemente la preocupación en el séquito de Simón Bolívar. Tras una breve ausencia del médico debido al cumplimiento de un favor pedido por el general Mariano Montilla de hacer una visita al obispo de Santa Marta, quien se encontraba enfermo, y siempre rodeado de la constante angustia de no poder regresar a tiempo y asistir al general si se presentaba su muerte, el regreso del médico se produjo antes del mediodía y tras realizar nuevamente la evaluación del progreso del general, quien ya no hablaba sino de manera confusa, sólo sirvió de confirmación al peor pronóstico. 
Tras el paso de una mañana marcada por el constante desvanecimiento de los signos vitales y pasado el mediodía, el silencio del salón principal de la casa, el cual estaba ocupado por los edecanes, la cúpula militar del Ejército Patriota y los amigos más íntimos de Bolívar, se vio interrumpido por las palabras de su médico Alejandro Próspero Révérend, quien los invitó a pasar a la habitación contigua si querían presenciar los últimos momentos del héroe venezolano. Rodeado de su séquito, y tras una larga pero calmada agonía, Simón Bolívar falleció a la 1:03:55 de la tarde del viernes 17 de diciembre de 1830.

## Funerales

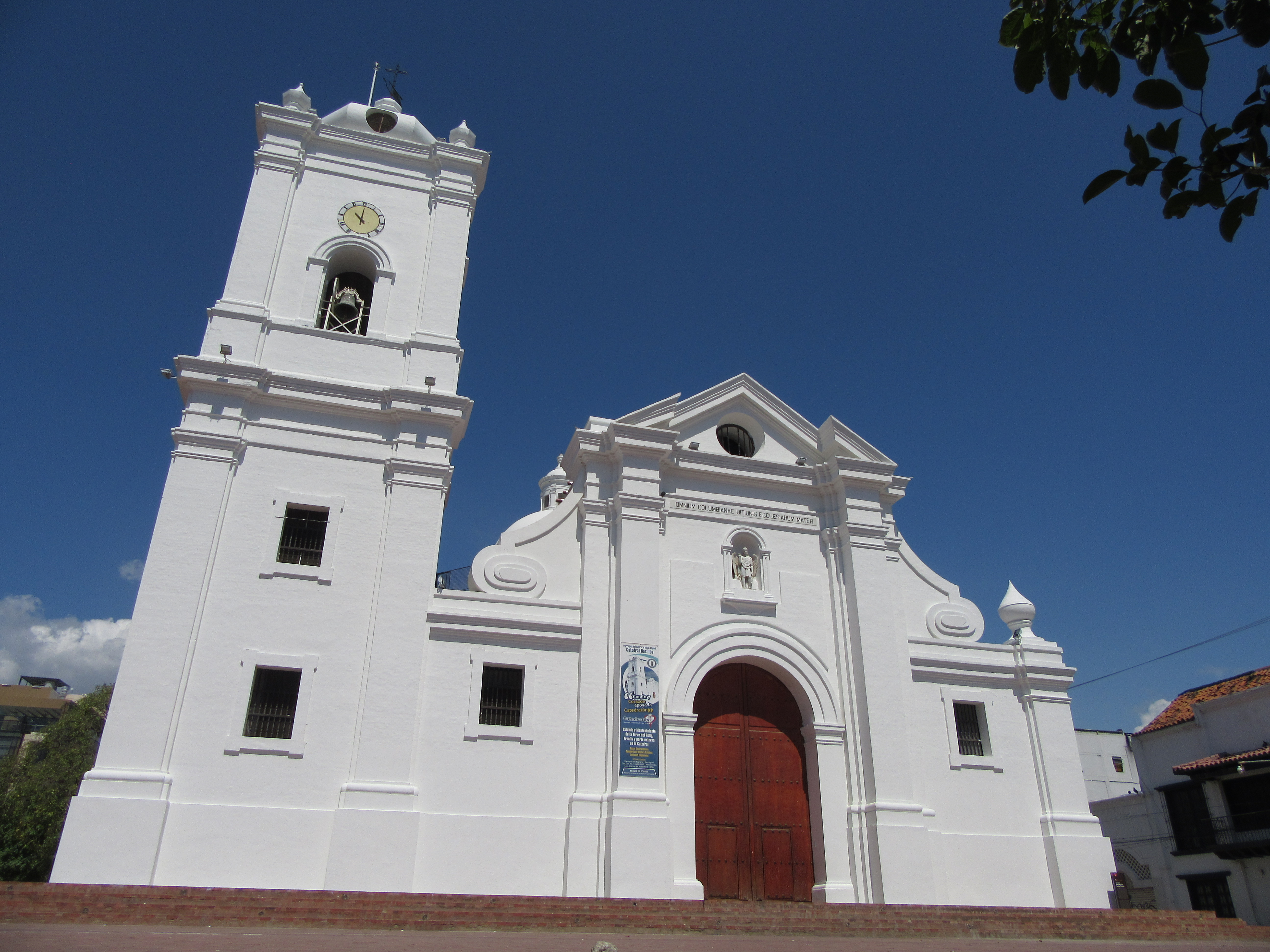
Los restos de Bolívar reposaron en la Catedral Basílica de Santa Marta antes de ser trasladados a Caracas.

Tras la muerte de Bolívar se dio inicio al protocolo médico para determinar la causa de esta mediante la realización de una autopsia, su traslado y posterior embalsamamiento para realizar la exposición de los restos mortales en capilla ardiente al pueblo local, y tres días después realizar la inhumación en una tumba cedida por la familia Díaz Granados en la catedral basílica de Santa Marta.

### Autopsia
A las cuatro de la tarde del mismo día, el médico de cabecera Alejandro Próspero Révérendo dio inicio a la autopsia de Bolívar, la cual fue realizada en una de las salas conjuntas de la Quinta de San Pedro Alejandrino, y no habiendo encontrado indicio alguno que contradijera su diagnóstico inicial, así describió el galeno la conclusión del procedimiento en sus memorias:

"Según este examen, es fácil reconocer que la enfermedad de que ha muerto S. E. el Libertador era en su principio un catarro pulmonar, que habiendo sido descuidado pasó al estado crónico, y consecutivamente degeneró en tisis tuberculosa."
A. P. Révérend

Una vez terminada la autopsia se procedió inmediatamente al traslado y posterior embalsamamiento del cuerpo en el centro de Santa Marta, éste tuvo que hacerse de manera improvisada dado que no se contaban con los elementos suficientes para realizar esta clase de procedimiento de manera correcta, a su vez, debido a que el único boticario de la ciudad se encontraba enfermo, el procedimiento fue realizado íntegramente por el doctor Alejandro Próspero Révérend.

### Traslado del cuerpo y exposición en la Casa de Aduanas
En horas de la noche del viernes 17 de diciembre de 1830 se realizó el traslado del cuerpo de Bolívar hasta la Casa de Aduanas ubicada en el centro de Santa Marta, allí fue expuesto en capilla ardiente hasta el día lunes 20 de diciembre, el cual estaba programado para realizar su entierro. Como parte de las expresiones de duelo destacan las numerosas cartas enviadas a manera de condolencias tanto por particulares como por entes gubernamentales, a su vez diversos honores militares se realizaron en lugares cercanos, como en la Fortaleza del Morro, donde por disposición oficial se dispararon salvas de cañón cada media hora y sin distingo del momento del día, desde la llegada de los restos hasta el momento del entierro tres días después.
En la parte final del procedimiento de preparación para el funeral destaca la anécdota relatada por el médico Alejandro Próspero Révérend en sus memorias, en la cual describe que debido a que no había nadie disponible en la casa para vestir el cuerpo de Bolívar, él mismo, quien lo atendió en toda su estancia en San Pedro Alejandrino, quien entabló una amistad con él, quien lo vio morir, quien le realizó la autopsia y quien lo embalsamó, ahora estaba en la obligación de vestirlo sólo, momento que él relata como muy doloroso, pero más doloroso aún fue el hecho de que entre las prendas que se le proporcionaron para ataviar el cuerpo de gala militar se encontraba una camisa rota, la cual generó indignación en el médico y alertó enfadado que si no se realizaba el cambio de ésta, él mismo daría una de las suyas.
La afluencia de una elevada cantidad de personas provenientes de los más diversos orígenes y clases sociales fue algo que marcó los funerales de Bolívar, al límite que el sitio en el cual estaba siendo expuesto su cuerpo no daba abasto ni de día ni de noche para acoger a la pletórica cantidad de público. Dentro de las personas que asistieron cobra especial interés uno de los amigos más íntimos de Bolívar, el general Daniel Florencio O'Leary, quien no pudo acompañarle en sus últimos días de vida ya que tuvo que separarse de él en Barranquilla, pese a tener como objetivo acompañarle en la mayor distancia posible hasta su partida al exilio, motivo por el cual fue informado del estado de gravedad del general cuando ya era demasiado tarde, no siendo su arribo a Santa Marta sino hasta el día sábado 18 de diciembre, un día después de la muerte del general.

### Inhumación
La inhumación de los despojos mortales se realizó en la Catedral Basílica de Santa Marta el 20 de diciembre de 1830, pese a la última voluntad de Bolívar de ser enterrado en Venezuela, la situación política de la Gran Colombia hacía enormemente difícil la realización de los trámites burocráticos y diplomáticos necesarios para realizar el traslado a territorio venezolano, por lo que tras el limitado cumplimiento del protocolo militar para el traslado y honores funerarios de altos mandos debido a los limitados recursos económicos, Bolívar fue inhumado en la tumba de un panteón familiar cercano a la nave central de la catedral, cedida por la familia Díaz Granados. En un inicio sus restos no contaron con una lápida marcada, con el fin de evitar vandalismo y profanaciones.

### Cobertura en la prensa
La muerte de Simón Bolívar generó una fuerte repercusión regional la cual afectó los cimientos políticos más profundos de todos los países del norte de América del Sur, el eco de esta repercusión, el cual atravesó continentes, fue reflejado en los periódicos de la época. Medios regionales como la Gaceta de Venezuela, la cual en su edición del lunes 31 de enero de 1831, cuando aún no había llegado la noticia de la muerte del General, publicó un rumor difamatorio en el cual se le atribuía a Bolívar el padecimiento de una penosa enfermedad, lo cual generó una corriente informativa en contra de Bolívar por parte de los medios fieles a personajes adversos a la figura del General y que tuvieron que rectificar una vez se hizo pública la carta que el general Rafael Urdaneta escribió al general José Antonio Páez donde le narraba lo sucedido en Santa Marta. El coronel colombiano nacido en Londres, Reino Unido, Belford Wilson, quien hizo parte del séquito de Bolívar, fue el encargado de hacer llegar la noticia del deceso del General a Europa, así, mediante una carta dirigida al capitán del navío Bkanca, la noticia llegó a los periódicos del Viejo Mundo, como lo fue al periódico francés Journal du Commerce, el cual en su edición del lunes 21 de febrero de 1831 publicó un extenso artículo en el que resalta:

"¡Dichoso hombre, sin embargo, porque habiendo sido grande en la guerra, y en su tiempo el mas poderoso de su país, permaneció hijo obediente de la libertad!"
Journal du Commerce

A su vez el extinto semanario francés Le Courrier Français y el periódico La Tribune publicaban:

"Se concederá sin duda a ese gran hombre, la primera de las glorias, la del patriotismo, la de haberse inmolado por la prosperidad y el engrandecimiento de su país."
Le Courrier Francais

"A la vuelta de pocos años se fijará su carácter público y moral en su verdadero punto de vista, y su reputación sobre firmes e inmutables bases."
La Tribune

## Traslado de los restos a Venezuela

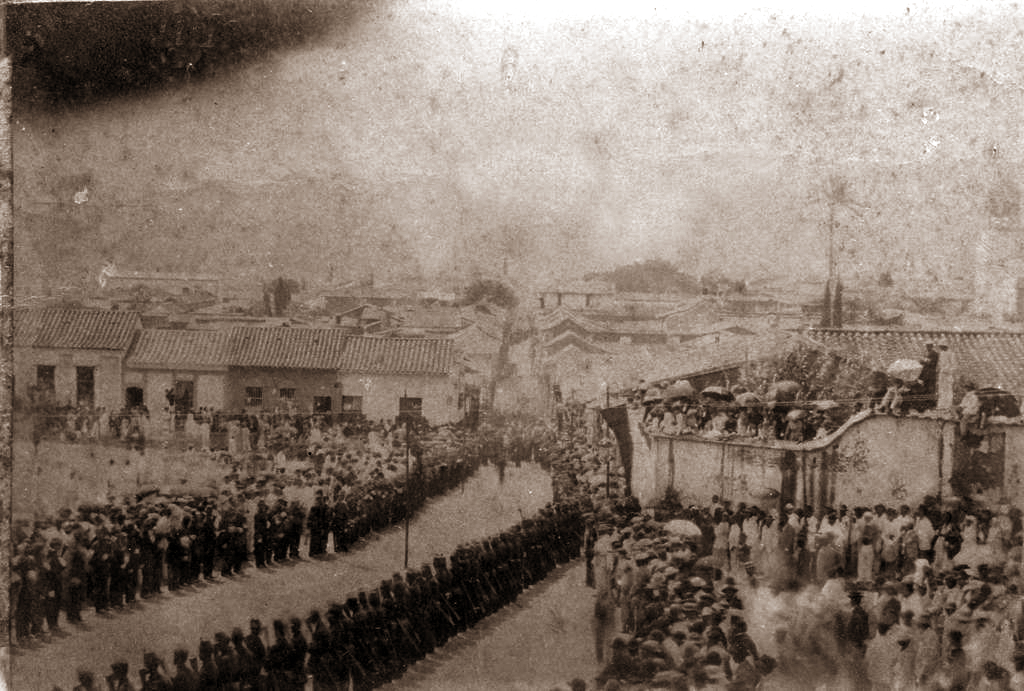
Traslado de los restos mortales de Simón Bolívar desde la Catedral de Caracas hasta el Panteón Nacional en 1876. Fotografía de la colección del Museo Bolivariano en Caracas, Venezuela.

A los pocos meses de su muerte la Gran Colombia recibió unos  golpes internos, los cuales desencadenaron su disolución oficial en noviembre de 1831, el impacto inicial de la separación del departamento de Venezuela y del departamento de Quito a mediados de 1830 fueron los principales detonantes para la extinción de la confederación sudamericana, agravando terriblemente la situación interna la muerte de Simón Bolívar. El restablecimiento de un mínimo contacto entre los integrantes del extinto país se dio de manera lenta, siendo uno de los momentos más destacados el que tuvo lugar en 1842 cuando el gobierno venezolano presidido por José Antonio Páez en su segundo mandato, realizó la reclamación de los restos de Bolívar, para de esta manera dar cumplimiento a su última voluntad.
Realizados los contactos con el gobierno colombiano, se envió al doctor José María Vargas como líder de la comitiva para realizar el traslado de los restos a la goleta Constitución, escoltado por el bergantín El Caracas y la fragata francesa Circe.
Una vez exhumado el cuerpo se procedió a la identificación de éste, para lo cual se contó con un envejecido Alejandro Próspero Révérend, su médico de cabecera, quien identificó los restos del general gracias a las marcas de sierra y los puntos de sutura hechos por él mismo en el cráneo del cuerpo al momento de realizar la autopsia, también se contó con la presencia del dueño de la casa donde murió Bolívar, Joaquín de Mier, el general colombiano Joaquín Posada Gutiérrez, Manuel Ujeta y el doctor Luis José Serrano.
Una vez realizados los procedimientos para asegurar la conservación y embalaje de los restos se procedió a embarcarlo en la goleta Constitución, la cual junto a sus dos embarcaciones escolta dejaron en medio de salvas de cañón la ciudad de Santa Marta el 21 de noviembre de 1842. A petición de los delegados de la República de la Nueva Granada, en el lugar del sepulcro sólo quedó el recipiente que contenía el corazón de Bolívar, guardado por el doctor Alejandro Próspero Révérend luego de realizar la autopsia, actualmente este recipiente se encuentra desaparecido.

## Honores póstumos

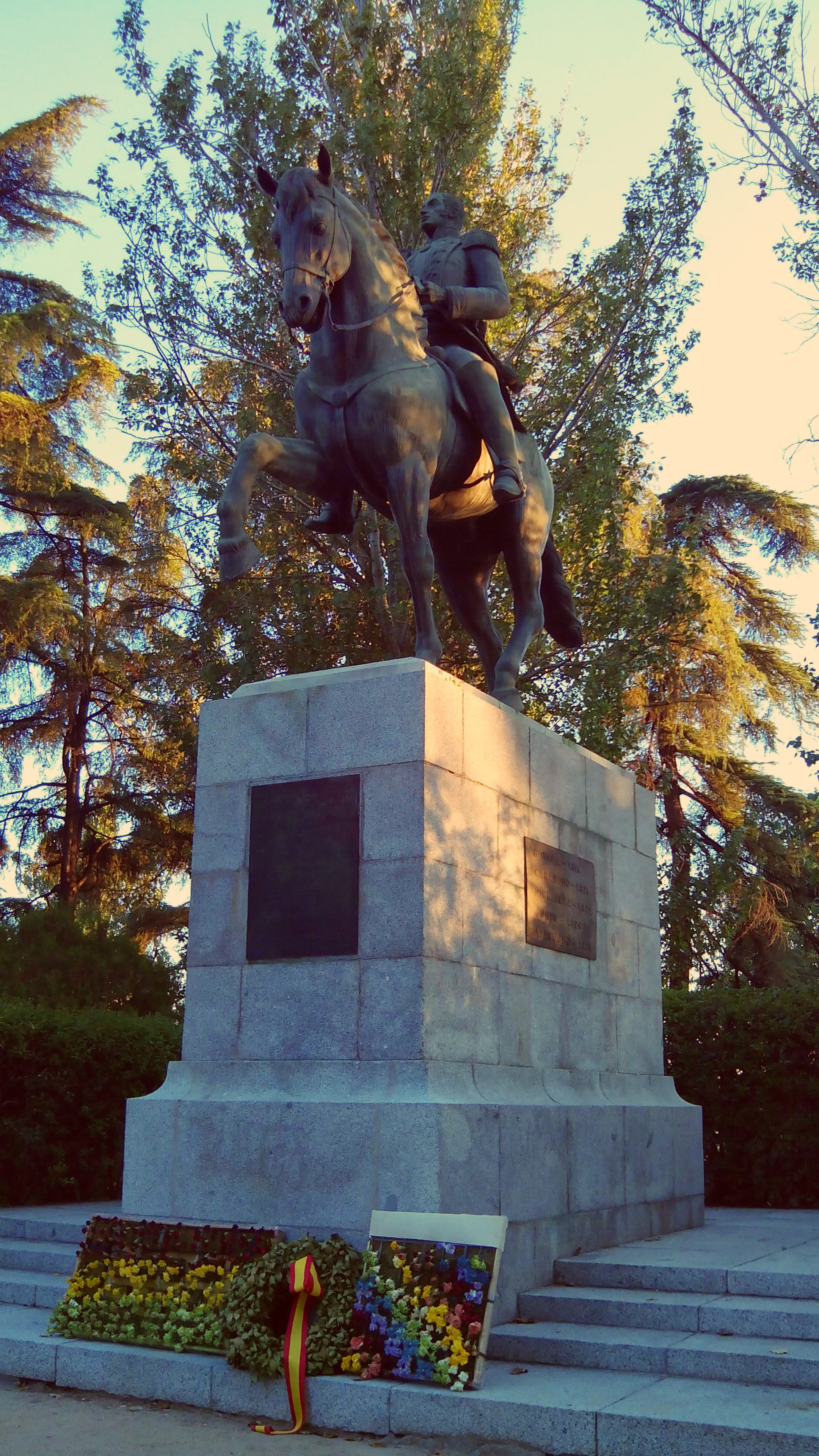
Estatua ecuestre de Simón Bolívar en Madrid, España.

Tras la muerte de Simón Bolívar las diferentes muestras de exaltación popular cobran un papel de especial interés en la historia referente a estos acontecimientos, la creación de incontables estatuas, obras de arte y literarias, composiciones musicales y monumentos, el nombramiento de ciudades, calles, plazas e instituciones tanto a nivel regional como internacional demuestran el especial interés que generó la figura del general tras su muerte.
Inmediatamente fue conocida la noticia de su deceso se dio inicio a la organización de los honores protocolarios que exigía la ordenanza y pese a no contar con los suficientes recursos económicos para su correcta y completa realización, se llevaron a cabo en la mayor y más justa medida de las posibilidades. En el momento de la exposición de sus restos mortales en la capilla ardiente realizado en la Casa de Aduanas en el centro de Santa Marta, la afluencia de una cantidad elevada de personas de los más variados orígenes fue algo que hasta su mismo médico de cabecera, Alejandro Próspero Révérend, junto a otros personajes que vivieron los acontecimientos habrían de registrar en sus memorias.
Tras el advenimiento de la estabilidad política de las nuevas naciones que pertenecieron a la Gran Colombia, paradójicamente se estableció como una prioridad el enaltecimiento de la figura de quien antaño era uno de los principales motivos de confrontaciones internas, pero qué, más paradójicamente aún, esta prioridad fue un punto en común de elevada importancia el cual favoreció el restablecimiento de las relaciones entre los nuevos países. 
Dentro de los honores destaca el cambio de nombre de la República de Venezuela por República Bolivariana de Venezuela mediante referéndum en 1999, a la vez que las referencias hechas al general en el Himno de Colombia, y dentro de los honores internacionales tienen una especial relevancia las numerosas estatuas de Bolívar, así como plazas y calles nombradas en su honor en países como Ecuador, España, Estados Unidos, Irán, Bélgica, Egipto, Australia, Francia, Alemania, Austria, Italia, Reino Unido, Portugal, Hungría, Canadá, Rusia, República Dominicana, México, Guatemala, El Salvador, Cuba, Costa Rica, Argentina, Perú y Chile.